# Xiao Yanning
Det här är en artikel om en person med kinesiskt personnamn; Xiao är familjenamnet.
Xiao Yanning (kinesiska: 肖雁宁), född 23 februari 1998, är en kinesisk konstsimmare.

## Karriär
I juli och augusti 2015 vid VM i Kazan var Xiao en del av Kinas lag som tog silver i fri kombination. I november 2016 vid asiatiska mästerskapen i Tokyo tog hon silver tillsammans med Dai Shiyi i det tekniska parprogrammet samt var en del av Kinas lag som tog silver i det tekniska programmet, fria programmet, highlight och fri kombination.
I juli 2017 vid VM i Budapest var Xiao en del av Kinas lag som tog guld i fri kombination samt silver i både det fria och tekniska programmet. I augusti 2018 vid asiatiska spelen i Jakarta var hon en del av Kinas lag som tog guld i lagtävlingen. I juli 2019 vid VM i Gwangju var Xiao en del av Kinas lag som tog silver i både det tekniska och fria programmet samt i fri kombination.
I augusti 2021 var Xiao en del av Kinas lag som tog silver i lagtävlingen vid OS i Tokyo. I juni 2022 vid VM i Budapest var hon en del av Kinas lag som tog guld i både det tekniska och fria programmet.
I juli 2023 vid VM i Fukuoka var Xiao en del av Kinas lag som tog guld i både det fria lagprogrammet och det akrobatiska lagprogrammet. I oktober 2023 vid asiatiska spelen i Hangzhou var hon en del av Kinas lag som tog guld i lagtävlingen.
I februari 2024 vid VM i Doha var Xiao en del av Kinas lag som tog guld i det akrobatiska, det fria samt det tekniska lagprogrammet. Vid olympiska sommarspelen 2024 i Paris var hon en del av Kinas lag som tog guld i lagtävlingen.